# George Alan Thomas
Sir George Alan Thomas (Tarabya, 14 giugno 1881 – Londra, 23 luglio 1972) è stato uno scacchista, giocatore di badminton e tennista britannico.
Ereditò il titolo di baronetto dal suo avo Sir George Thomas, che fu vice-governatore della Provincia della Pennsylvania e governatore delle Isole Sottovento Britanniche, acquisendo il titolo di "1st Baronet of Yapton" nel 1776. Non essendosi mai sposato, questa linea nobiliare terminò con la sua morte nel 1972.

## Carriera scacchistica
All'età di 15 anni vinse una partita contro Emanuel Lasker in una simultanea su 28 scacchiere che quest'ultimo tenne a Londra il 17 aprile 1896 (con il risultato di +20 –2 =4).
Ancora più famosa è la sua sconfitta contro Edward Lasker nel 1912: il giocatore tedesco-americano vinse trovando un matto in 7 mosse dopo un sacrificio di Donna in h7.
Vinse due volte il Campionato britannico di scacchi (1923 e 1934). Fu pari primo con Max Euwe e Salo Flohr nel torneo di Hastings 1934/35, davanti a José Raúl Capablanca e Michail Botvinnik, che sconfisse entrambi negli incontri individuali.
Nel 1929 si classificò 4º-5º su 14 partecipanti nel forte Torneo di Budapest (vinto da Capablanca).
I suoi risultati contro i giocatori di élite furono però nel complesso negativi: (+1 −5 =3) contro Capablanca,
(−7 =6) contro Alechin, (−5 =3) contro Bogoljubov, (+1 −9 =2) contro Euwe, (+2 −9 =4) contro Flohr, (+3 −9 =10) contro Tartakover, (+1 −9 =8) contro Edgar Colle. Vanta però uno score positivo contro Frederick Yates (+13 −11 =13) e Géza Maróczy (+3 −1 =5), e un score pari contro Botvinnik (+1 −1), Richard Réti (+3 −3 =1) e Siegbert Tarrasch (+1 −1 =3).
Partecipò con la nazionale inglese a sette Olimpiadi degli scacchi dal 1927 al 1939, con il risultato complessivo di (+32
−21 =42). Vinse una medaglia d'oro individuale nelle olimpiadi di Londra 1927, una medaglia d'argento individuale nelle olimpiadi di Praga 1931 e una medaglia di bronzo di squadra a Londra 1927. La FIDE gli attribuì il titolo di Maestro internazionale nel 1950 e di Arbitro internazionale nel 1952.

## Carriera nel badminton
Considerando sia i titoli nel singolo che nel doppio, dal 1906 al 1928 Thomas vinse un record di 21 volte lo All England Open Badminton Championship, considerato un campionato del mondo non ufficiale di badminton. Nel 1934 fu tra i fondatori della "International Badminton Federation" (oggi Badminton World Federation), della quale fu presidente dal 1934 al 1955, la più importante competizione a squadre è stata chiamata in suo onore Thomas Cup.

## Carriera nel tennis
I suoi risultati migliori li ha ottenuti nel torneo di Wimbledon, sull'erba londinese è avanzato fino ai quarti di finale nel 1911 in singolare mentre nel doppio maschile ha raggiunto le semifinali in due occasioni: nel 1907 in coppia con Roderick McNair e nel 1912 insieme ad Albert Prebble.